# Tomopterus albopilosus
Tomopterus albopilosus là một loài bọ cánh cứng trong họ Cerambycidae.